# Psilotreta labida
Psilotreta labida är en nattsländeart som beskrevs av Ross 1944. Psilotreta labida ingår i släktet Psilotreta och familjen böjrörsnattsländor. Inga underarter finns listade i Catalogue of Life.